# Entretien de la blessure
 (décembre 2015).
- Si vous ne connaissez pas le sujet, laissez ce bandeau (vous pouvez alors contacter les auteurs).
- Si vous supprimez le contenu mis en cause (vous pouvez préalablement contacter les auteurs),

argumentez précisément cette suppression dans la page de discussion
(un manque de référence n'est pas un argument ; une recherche réelle de référence doit avoir été effectuée, être formellement documentée).
Entretien de la blessure est un essai littéraire d'Hélène Cixous sur Jean Genet.
Paru en 2011 aux éditions Galilée, il s'est d'abord présenté sous la forme d'une intervention faite par Hélène Cixous lors du colloque intitulé « Jean Genet politique, une éthique de l'imposture » dirigé par Albert Dicy et Véronique Lane qui s'est déroulé en novembre 2010 au théâtre de l'Odéon.

## Thème
Monographie, le livre de Cixous s'inscrit dans la lignée de celui écrit par Derrida, publié en 1974, qui avait conçu un texte relativement original, complexe et dialogique, au titre évocateur : Glas. Cixous cherche à s'éloigner du modèle biographique, c'est moins la vie de l'auteur qui l'intéresse que son rapport à la langue, au simulacre et à l'engagement. De là naît un texte aux aspects très poétiques, rompant avec tout didactisme ; le lecteur est convié davantage à une rêverie qu'à une entreprise critique en bonne et due forme. Si Cixous consacre tout un ouvrage à Genet, c'est qu'elle voit en lui une des figures majeures de la littérature du XXe siècle et qu'il a été, pour elle, un socle intellectuel fondamental dans l'élaboration de ses livres ; aussi est-il souvent présent dans ces derniers, soit sur le mode de l'allusion soit sur celui de la référence explicite ; dans Souffles c'est une partie entière qui lui est consacrée, Genet est relu à la lumière d'accointances avec les écrits de Cixous.  Mais c'est aussi dans Le Rire de la Méduse que le nom de Genet apparaît au détour d'une réflexion sur la question de l'écriture féminine, l'auteur de Pompes Funèbres est remarqué pour avoir rompu avec le modèle masculin, phallocentrique, qui a dominé toute la littérature jusqu'au XXe siècle selon Cixous.

## Composition du texte
Le texte est divisé en trois parties, lesquelles sont précédées d'une prière d'insérer qui délivre au lecteur la macro-structure du texte et place la problématique de la blessure comme la thématique essentielle dans l’œuvre de Genet. Une partie introductive joue de l'onomastique, avec une remotivation du sens du nom Genet, le sens concret évoquant un petit arbrisseau sauvage. « Genet comme Genet ? Ou comme Genêt ? Un nom en or. » (p. 11)
Cixous pointe ensuite la singularité de la langue de l'auteur de Notre-Dame-des-Fleurs. La naissance de Genet est appréhendée comme un véritable événement, un acte de naissance – acte compris comme découlant d'une volonté propre. S'ensuivent alors quelques pages sur le thème du damasquinage, où il est aussi question du simulacre chez Genet, pointant par là-même le caractère problématique entretenu par l'auteur avec les notions de réel et de vérité.
Cette première partie introductive donne des clés au lecteur pour comprendre la manière dont Cixous va orienter sa monographie, un réseau d'images et de mots bien particulier est en passe de s'établir sous les yeux du lecteur.

### Structure détaillée
La première partie développe un motif essentiel selon Cixous dans l’œuvre de notre auteur, celui de la blessure et fait référence notamment au titre de la monographie. L'auteure joue de la syllepse sémantique, « entretien » qui fait référence d'une part à l' « action d'échanger des propos avec une ou plusieurs personnes; conversation suivie sur un sujet » , qui évoque, non sans sarcasme, les entretiens donnés par des écrivains aux critiques littéraires, ou aux journalistes  -  la Blessure est ainsi personnifiée et présentée comme un personnage avec lequel s'affronte et écrit Genet- et de l'autre à l' «action de tenir quelque chose en bon état » - la Blessure étant chez Genet sans cesse ravivée, moteur narratif, elle est aussi un véritable modèle littéraire. Cette idée de la blessure est à mettre en lien avec la conception de Cixous de la littérature puisque celle-ci est selon elle « cicatricielle ». Cette première partie est aussi l'occasion de dresser les conditions de réception de l’œuvre de Genet et de conceptualiser la place du lecteur à l'intérieur de celle-ci ; tenu à l'écart, le lecteur est présent sur la forme d'un « vous » qui le place nécessairement à distance du texte, quand le « tu »pourrait être le symbole d'un rapprochement effectif entre le lecteur et l'écrivain.
Dans un deuxième mouvement, sobrement introduit par une sous-partie intitulée « A l'Atelier », le livre propose de rappeler au lecteur la grande amitié de Genet et Giacometti et de souligner pourquoi les deux se plaisaient tant. La solitude ressentie, éprouvée par l'un et l'autre apportent vraisemblablement une réponse convaincante. Cixous voit en Genet un être de mots, et détourne alors dans cette seconde partie, le titre de son dernier livre Un captif amoureux, l'auteur est vu désormais comme un « captif du texte ». Une réflexion autour des notions de parricide et de matricide pointe le caractère tragique des livres de l'écrivain, nés vraisemblablement d'un rapport complexe à la mère, absente de sa vie :

« Parricide ? Mais non. C'est la mère qui a été massacrée. Donc matricide ? Mais ce texte sublime en lequel tout Genet trouverait à se réfugier aura, d'effroi et de pitié, perdu la tête. Matricide, les lèvres filiales, ce mot, elles ne peuvent les prononcer. »

— (p. 59)
Après ce développement qui montre en quoi les textes de Genet sont travaillés par ce rapport au tragique, succède un fragment qui s'intéresse à la place du vrai dans l’œuvre de Genet, un vrai toujours paradoxal et en inadéquation avec les définitions classiques et topiques. Chaque texte étant un habile mélange de simulacre et de réalité si adroitement mêlés qu'ils deviennent très vite l'un et l'autre indiscernables, cette bigarrure étant ardemment défendue par Genet lui-même ; Cixous écrit ainsi : « Tout est vraiment bien faux » (p. 66),  le paradoxe étant visible dans l'antithèse produite par la coprésence de l'adverbe « vraiment » et de l'adjectif « faux » dans la même phrase simple. Cette partie qui constitue le noyau du texte se termine sur une typologie brève des personnages présents dans ses œuvres :

« Si la littérature n'existait pas, il l'aurait inventée, pour y loger ses feintes, ses masques et les siens. Ses personnages principaux :
1. Les prisons, simulacres de mère
2. Le couple mère et fils peint en grande ombre d'exemplaires
3. Le mot : mais n'est-ce pas toujours qu'il est issu de lui comme un fils issu de sa langue, le couple langue-mot ? »

Typologie étonnante puisqu'elle hisse au rang de personnage des entités abstraites, et les personnifie. On retrouve dans ce classement, les thématiques majeures préalablement citées, mais c'est certainement la dernière ligne que le lecteur doit retenir, « le mot » c'est bien cela que Genet (re-)construit ou détourne, et c'est ce même mot que va déformer la langue de Cixous dans cette monographie.
Enfin la dernière partie du texte évoque, avec des accents de parabole, un souvenir intime de Cixous ; Genet lui confie en 1974, lorsqu'elle est en séjour à Tokyo, une lettre à remettre  à un destinataire inconnu qu'elle ne rencontre et ne trouve jamais – on retrouve dans cette partie de l'essai de forts accents comiques et dramatiques. Genet apparaît comme celui dont le message n'est jamais porté, mais ce message perçu à travers l'instance de la lettre compte davantage dans le péril et le voyage qu'il fait naître. Le texte s'achève enfin, sur un déplacement du sujet visible à travers l'énallage, le narrateur passe du « il » pour évoquer Genet au « on », le pronom personnel globalisant fait de Genet un personnage presque universel qui incarne le rapport que chaque individu entretient avec le langage. Un retour à un Genet, saisi dans son individualité la plus pure, reprend le pas à la fin du texte et souligne son attachement à la langue arabe et son engagement politique auprès du peuple de Palestine.

## Dessins
Le texte est accompagné de douze esquisses au fusain d'Ernest Pignon-Ernest. Cixous reprend ces planches, dessinées à l'occasion d'une exposition ayant eu lieu en 2006 sur les docks de Brest (en référence au livre de Genet Querelle de Brest) et qui représentent certaines parties du corps de Genet. Les dessins clairsèment la monographie et donnent un éclairage de nature différente à cette réflexion autour de l’œuvre de l'écrivain, la nature de ces représentations étant d'ordre figuratif. Un dessin de main glissée dans un livre ouvre le texte – véritable invitation à pénétrer dans la monographie- , auquel succède une série de portraits. Le regard saisissant de l'écrivain met en lumière la vision de Genet digne de celle d'un véritable voyant. Au fil des pages, Genet est présenté sous les traits d'un homme  vieillissant ; le dernier portrait est celui déchirant d'un homme qui crie, l'auteur de Pompes Funèbres semble en proie à une douleur terrible et tout son corps est comme convulsé. La représentation d'un crâne, évoquant les vanités classiques, clôt cette première série de dessins.
La figure de Genet est ensuite délaissée au profit de représentations plus allégoriques. Un dessin reprend les traits distinctifs d'Hermès, l'écrivain basculant du côté du mythe, cette correspondance au messager n'est pas sans rapport avec la fin du texte de Cixous, cette lettre qu'elle doit délivrer pour Genet à Tokyo. Des dessins de mains noueuses et crispées parfois implorantes nous font imaginer l'auteur en proie à de vives crises spasmodiques. La main écrivante est le  véritable symbole du passage entre deux mondes de l'homme à l’œuvre. Enfin des fleurs sertissent la dernière page de l'ouvrage, comme le rappel heureux de la symbolique florale qui n'aura eu de cesse de travailler l’œuvre de Genet.
Les dessins font de Genet une figure à mi-chemin entre le sacré et le profane, une entité entre deux mondes et jouent d'une certaine solennité dans la représentation. 

## Analyse stylistique
Une approche stylistique du texte de Cixous nous paraît nécessaire pour comprendre comment la voix de Genet est discernable dans cette monographie et quels sont les éléments langagiers qui permettent à l'auteur du Rire de la Méduse de rendre compte avec justesse de l'incroyable relation qu'entretenait Genet avec les mots.

### Le fragment comme principe textuel
Monographie relativement courte, Entretien de la Blessure est la somme de fragments qui se succèdent les uns les autres, de longueur variée ils n'entretiennent pas nécessairement de liens entre eux. Les connecteurs logiques sont ainsi peu présents, quand les phénomènes de re-topicalisation ou re-thématisation sont eux nombreux. Cette structure non uniforme participe d'un texte marqué par la discontinuité. Le fragment est une forme textuelle que privilégie Cixous dans nombre de ses textes et permet de faire naître dans ce tissu de mots un rythme syncopé, marqué de soupirs, que des blancs typographiques signalent. Le fragment semble convenir parfaitement à l’œuvre de Genet, sans cesse hantée par le discontinu. Du roman au théâtre en passant par la poésie, les genres dans lesquels s'essaient Genet sont variés et son œuvre polymorphe se refuse à tout mouvement d'uniformisation.  Ce rythme boitillant se prête également à la thématique de la blessure toujours ravivée. La syntaxe bousculée affirme le questionnement de Genet autour de la cicatrice « incicatrisable » qui l'habite. Cixous écrivant : « Élu par la blessure avant que plus tard il l'ait lue, absorbée et transsubstantiée ». (p. 23)
Cette vie menée par Genet à une vitesse incroyable est traduite par ces mots (p. 26-27) : « Comme il est fort ! J'admire sa très longue course. Des dizaines d'années sans repos, sans toit, sans everything comme dit Shakespeare. « Surtout ne pas arrêter la course d'un Genet », se disait J. D. toute une année, 1973, on ne peut doit le brider, se commandait-il se rappelant à la loi de ce Genet qui avait pris le mors aux dents. Le mors, le mort, le Grec, l'Hispano-Maure, le Juif,l'Arabe ». De l'énumération présente dans le dernier segment de la phrase naît ce rythme et cette vélocité de l'écriture, soulignant la vie haletante de l'écrivain, lequel est désigné par des qualificatifs parfois antithétiques et qui font de lui un être en proie à de nombreuses métamorphoses.

### Le mythe Genet à travers l'intertextualité
L'intertextualité apparaît comme un des principes fondamentaux de la monographie, Cixous choisit de montrer « à vue » les rapports que les textes de Genet entretiennent avec ceux d'autres auteurs.  Genet est vu comme l'héritier de tous ces grands livres qui l'ont précédé dans son écriture et qui ont participé de l'éclosion de son style, de ses personnages et de ses romans.		
La liste de références aux auteurs ne saurait être exhaustive, mais le lecteur trouvera les noms de Kafka (p. 47 – auteur qu'affectionne Cixous), Rimbaud, Proust ou encore Baudelaire, ainsi que celui du Mozart où la référence s'opère avec un autre système sémiotique, celui de la musique.
Dans la prière d'insérer on retrouve ce procédé analogique qui attache définitivement Genet à la famille des grands écrivains : « « Il le sait, comme avec lui Shakespeare, Dostoïevski ou Joyce, on entre en littérature par lésion ». L'outil de comparaison « comme » signale cette équivalence de statut entre Genet et Shakespeare. Ces quatre auteurs sont réunis sous le sceau de la lésion, tous se sont essayés dans leur texte à entretenir celle-ci selon Cixous.
Cette intertextualité est donc visible à plusieurs échelles. De la simple référence à la citation de textes – comme il en va pour Proust où Cixous retranscrit une partie du pastiche qu'a fait l'écrivain de La Recherche autour de Pelléas et Mélisande de Maeterlinck. Ce n'est pas anodin si cette citation est elle-même un pastiche qui joue avec un travestissement d'ordre stylistique, cher à Genet lui-même. Que ce pastiche concerne le théâtre ne l'est pas non plus, puisque la moitié de l’œuvre de l'écrivain est attachée à ce genre-là.
L'intertextualité n'est pas seulement un simple jeu de références évidentes mais s'illustre avec des insertions de textes d'autres auteurs à l'intérieur de la monographie. C'est le cas notamment pour Rimbaud, qui est une figure qui fait battre le cœur de l'essai sur Genet, deux phrases sont introduites dans la structure d'ensemble du texte, en plein milieu du fragment de la page 83 intitulé « On ne retrouve pas la mère ».
« Oh ! [« les marais occidentaux »] nous égarent.
Alors à la fin, la fin approchant, on fait la dernière sortie, on envoie la dernière lettre, les derniers mots. On se dépêche en Palestine. Elle nous attend peut-être à l'étranger. [« Je retournais à l'Orient et à la sagesse première et éternelle. Pourtant je ne songeais guère au plaisir d'échapper aux souffrances modernes. »] On retourne à l'écriture à laquelle on avait cessé de faire confiance depuis des années ».
Les références à Rimbaud sont entre crochets et sont tirées du poème « L'Impossible » dans Une saison en enfer.
A Rimbaud succède Baudelaire. Cixous se concentre donc paradoxalement sur un héritage littéraire poétique, surprenant quand l'on sait que Genet lui-même s'est peu adonné à ce genre. Nous verrons plus loin comment l'auteure revalorise la fonction poétique du langage à l’œuvre chez Genet.  « Mais c'est à Baudelaire, pitoyable et cruel chantre du Vieux Saltimbanque, que notre Fleur du Mâle aura demandé de quoi dans un cœur serré il retourne. » (p. 14). La référence est ici tirée du Spleen de Paris.
La conjonction de coordination « mais » qui ouvre la citation présente Genet en opposition au poète symboliste ou du moins en conflit avec lui, lequel est d'ailleurs présenté à travers deux adjectifs qualificatifs péjoratifs « pitoyable » et « cruel » si l'on décode l'hypallage, les adjectifs sont en effet naturellement attribués à la figure du saltimbanque plus qu'à celle du poète. Mais Cixous s'amuse de ce mode de référenciation, le détourne, comme Genet a su détourner les grands modèles académiques. L'ouvrage de Baudelaire devient une périphrase aux allures parodiques pour décrire Genet, le substantif « mal » étant converti et transposé en « mâle » et le terme fleur est fléchi au singulier, l'écrivain devenant allégorie à travers cette périphrase. Dans cette allusion assez corrosive est sous-entendu le rapport ambivalent que Genet entretient vis-à-vis des grandes figures littéraires, qui le fascinent sans conteste, c'est-à-dire qu'elles l'attirent autant qu'elles le dégoûtent.
« Qu'a-t-il de commun, et de différent, quoi, avec l'ancêtre dont il veut descendre, Ronsard ? Une certaine langue, un certain français, le français Puissance-Autre , celui qui tourne Marie en aimer. » Cixous montre tout à fait l'écart qu'entretient Genet vis-à-vis d'une langue convenue, celle qu'il emploie s'amuse avec la graphie des mots, l'anagramme montre la conversion à l’œuvre entre un nom propre et un nom commun, le passage de l'amour ressenti et éprouvé à l'écriture, et du réel à l'idéel.
D'autres passages s'interrogent sur la façon dont Genet lui-même envisageait l'écriture, notamment à la page 42.
Entretien de la blessure est aussi ponctué de textes tirés des œuvres de Genet lui-même, cette reprise de séquences permet à Cixous d'aborder les thématiques majeures de l'écrivain  qui sont particulièrement visibles dans les extraits qu'elle fait parvenir au lecteur. C'est le cas page 19 où la citation de Un captif amoureux (p. 205-206) illustre bien la problématique du damasquinage sur laquelle s'appuie Genet, citation du texte qui est suivi d'une question rhétorique posée par Cixous : « Si à la source Simulacre tout est simulacre, rien est-il simulacre ? ». Ce syllogisme souligne une nouvelle fois le rapport complexe qu'entretenait Genet par rapport au concept de vérité. Si le simulacre en est lui-même un, il devient impossible de délier le vrai du faux. C'est cette idée d'indiscernable que Cixous conserve en citant ouvertement les grands textes littéraires ; placer Rimbaud dans un essai sur Genet c'est pointer la grande parenté de tous ces grands textes entre eux, qui ne sont presque plus que la continuité les uns des autres. Dans le Baudelaire des Fleurs du Mal aurait germé la figure de l'écrivain qu'est devenu Genet.
Le texte semble aussi s'amuser à ce jeu de réécriture et de transplantation littéraire pour saisir au plus près la sève de l'écriture genetienne. Page 55 on trouve cet exemple : « Heureux qui comme Ovide a joui d'un noir exil. Et pas d'exil moins menacé d'exil que l'écriture. » (p. 55), le lecteur reconnaîtra une réécriture subtile – l'alexandrin étant respecté-  et amusée du premier vers de Du Bellay « Heureux qui comme Ulysse a fait un beau voyage » et une autre référence plus savante et érudite, celle de la relégation d'Ovide à Tomis par l'empereur Auguste. Dans une même phrase, ce sont donc plusieurs figures qui présentent Genet comme un homme mis au ban de la société. Ici encore, Cixous s'amuse d'antithèses, l'adjectif qualificatif « heureux » est contrebalancé par « noir », la triple récurrence du mot « exil » insiste lourdement sur ce terme. L'écriture par une métaphore in abstentia apparaît comme une terre d'exil dont on peut être à son tour chassé. Genet travaille dans cet espace littéraire de l'insécurité permanente et du retournement et renversement infinis.
Cette citation nous permet d'introduire une petite étude détaillée du réseau isotopique de la blessure dans cet essai : « blessure », « traumatisme » (60) »folie tueuse » « antique douleur » (p. 64) sont tous des termes qui déclinent cette thématique selon un degré d'intensité variable et une connotation changeante.
Le préfixe « ex- » marquant la sortie, la séparation, le point de départ, parcourt tout le texte de Cixous qui insiste sur ce préfixe à travers l'emploi du polyptote « Exsudations d'or. Exploiter le filon » (25), préfixe ici davantage mis en valeur par effet anaphorique avec reprise du préfixe « ex » pour les deux syntagmes, nominal et verbal. La trajectoire de Genet est bien une trajectoire de l'exclusion, les mots l'amènent à écrire cet écart aux autres, à travers une langue presque en dehors de la littérature, l'écriture est une force centrifuge emmenant le lecteur derrière ses propres horizons d'attente, loin des conventions sociétales.
Les enjeux stylistiques de l'écriture de l'auteur de Notre-Dame-des-Fleurs ne sont pas mis de côté dans Entretien, bien au contraire Cixous consacre même dans son texte une étude de la rhétorique et des stylèmes propres à Genet, en pointant l'idiosyncrasie de ses expressions et de sa syntaxe : 

« Le français, la langue, il l'enguirlande, l'étrange, l'enrubanne, l'hypnotise, commandé, l'envoûte d'ablatifs absolus bizarres, le fait valser d'une précieuse rhétorique de l'inversion. Si je l'élus ai-je le pouvoir, se proclame son enchanteur et maître. Si je l'ai lu, l'univers, j'y découvre ou couvre les sens que je veux, ose-t-il, plus violemment voulant que Rimbaud. Si est son signifiant magnétique, c'est un si de petit garçon prophétique qui donne à l'univers des ordres et à votre monde des coups de pied.
Toujours à cultiver les phrases en les plantant par les que, en les tirant par la queue, les secouant par des si, il tire la langue, et il lèche le dictionnaire, jusqu'au dernier mot. C'est lui qui l'aura. »

— (p. 13)
La conjonction si fonctionne comme un élément grammatical panoptique pour saisir l’œuvre de Genet, cette conjonction introduisant une condition, un souhait ou une hypothèse; l'écriture de Genet est vu comme un système de l'indécision, écriture sans cesse modalisée, marquée d'irréel et qui place le fantasme au cœur de sa problématique textuelle. On retrouve le souffle et le rythme à travers la longue énumération de procédés qui jouent de la langue, alors personnifiée, les verbes employés ne sont pas anodins et font de Genet un magicien et illusionniste qui mystifie les mots pour en faire de véritables phénomènes surnaturels.
Genet est élevé au rang de mythe par Cixous en montrant son appartenance à ce grand réseau d'intellectuels et d'artistes majeurs de la culture occidentale.

Et c'est sur un ton plutôt comique qu'elle écrit, page 59 : 

« C'est que la grandeur de Genet se sera toujours réfugiée dans le sujet le plus lamentable, le mythe lové dans une mythe »

### L'analogie comme motif
De manière récurrente, Genet est rapproché de figures artistiques majeures. Mais de toutes ces figures, Rembrandt est peut-être celle qui l'emporte sur les toutes autres. Tout un réseau se construit autour du peintre flamand, notamment dans ce passage où Cixous pointe la manière commune qu'avaient ces deux artistes de fixer les gens sur un support plastique ou textuel.

Le rapport à Rembrandt s'opère notamment à la page 39 : 

« Une fois descendus jusqu'à l'élément, jusqu'à la dernière lueur des cendres, ils [les gens] seront dignes d'être signés en deux coups de crayon par Rembrandt ou un autre. Ils ne seront plus que. Passagers. »

La fin de la phrase met en lumière le travail de la disjonction et du discontinu à l’œuvre dans les phrases Genet. La tmèse produit ici un effet de dislocation syntaxique, une véritable scission entre les mots, la copule n'est complétée par aucun nom, et la tournure restrictive reste inachevée. Genet affectionne ces modèles syntaxiques qui privilégient la rupture à la continuité et à la fluidité, l'anacoluthe et la tmèse sont deux figures de style qui lui sont chères.
Un rapprochement entre Giacometti et Genet est aussi bien présent aux pages 40 et 45, par exemple.

### La voix de Genet
Pour recouvrir l’œuvre de Genet dans un si petit opuscule, Cixous opère un travail profond sur la voix, voix du narrateur qui invoque sans cesse celle du sujet de la monographie.

### La fonction poétique du langage
Des cinq fonctions du langage que Jakobson détaille, c'est la fonction poétique qui est la plus à l’œuvre  dans le texte de Cixous, le message délivré par l'auteure s'accompagne d'un travail sonore riche et foisonnant.

#### L'allitération
C'est l'allitération qui participe en premier lieu d'une poétisation du texte ; le lecteur ne peut omettre ce jeu incessant autour de phonèmes répétés plusieurs fois dans une même séquence textuelle. Prenons cet extrait, page 25 : « De page en livre, faire parler la plaie. La blessure parle. Perle. Purule ». La lettre p- traverse, littéralement, et de part en part, cet extrait tout comme la lettre r-. L'occlusive et la pirante donnent toutes deux un effet saccadé au texte, les consonnes aux sonorités dures dérangent l'oreille du lecteur ; en s'associant à un vocabulaire peu ragoûtant, ces quelques mots deviennent de véritables sécrétions linguistiques et provoquent un effet d'étrangeté certain chez le récepteur. Le travail poétique sonore est au service non pas d'une sur-esthétisation ni d'une sublimation mais participe d'un effet de surprise et d'horreur pour qui lit Entretien de la Blessure.

#### L'homophonie
L'homophonie irrigue la monographie tout entière, puisqu'elle symbolise avec force la labilité et la fluidité de toute une langue, mais surtout de son ambiguïté possible. Pour Cixous, il semble nécessaire de parler de Genet en déformant la langue, langue qui est pour lui un formidable terrain de jeu et d'expérimentation. Page 27, nous lisons :

« Il saute Genet ? Oui il s'ôte. Il ira jusqu'à s'ôter la littérature de la bouche. »

L'homophonie est ici évidente et se joue du rapprochement des deux verbes : sauter et s'ôter. Ce rapprochement phonique est d'autant plus surprenant que les deux verbes ont tous deux un sens très éloigné de l'autre. Le verbe s'ôter est ensuite repris et décliné selon une autre construction grammaticale, avec la présence d'un complément d'objet direct à sa suite. L'homophonie est bien un instrument stylistique qui vise à travailler sur l'identité de sons pour dérégler le contenu sémantique invoqué par les termes cités, et les opposer d'autant plus violemment, instrument du travestissement et du damasquinage dont nous parlions précédemment.

#### Chiasme sonore
Les figures de renversement dont s'empare souvent Genet, chiasme et tmèse entre autres, se retrouvent dans l'essai de Cixous et constituent même un axe de travail majeur pour l'auteure. Un exemple tout à fait signifiant ouvre d'ailleurs le texte, non sans surprise pour le lecteur :

« Clac ! Il a réussi son coup. Claquer tout seul dans une chambre d'hôtel, comme prévu, par chute et sans claque. »

— (p9)
Entretien de la Blessure débute donc sur une onomatopée, qui à travers la figure de la dérivation se retrouve dans le verbe claquer et le substantif claque à la fin de l'extrait. Cette présence massive des mêmes sonorités percutantes et marquées mettent en avant le jeu de mots qui s'opère autour de ces trois termes ; la claque étant à la fois « un coup violent frappé du plat de la main » et en argot le synonyme de mourir subitement. Encore ici il s'agit pour Cixous de varier les différentes registres de langue pour dévoyer une lecture univoque des mots écrits.  Les sons se répondent également, et l'on observe un chiasme sonore, claquer - chambre / chute - claque, avec cette construction phonétique croisée : [kl] - [ʃ] / [ʃ] - [kl]. L'emploi différent de la consonne c- donne lieu à des emplois phonétiques différents jouant des possibilités de la langue, qui permettent de créer de tels échos entre les sons. Cette alternance phonétique représente à petite échelle les enjeux du texte entier, Cixous démontrant que le parcours de Genet est encadré au début et à sa fin d'une grande violence, quand le cours de son œuvre paraît plus apaisé. Et à ce chiasme sonore répond  la fin du texte qui reprend ce jeu autour de la lettre c- :

« C'est ici près d'Irbid qu'il lui vient à sa langue à lui, annonciateur et signature : il s'agit de m'éclipser. Maintenant, je m'éclipse, dit-il. Elle m'attend chez les morts, et c'est l'heure. Attends-moi, mère, je m'éc. »

— (p. 87)
Utilisée dans des constructions différentes, cette lettre entraîne des prononciations variées mais on la retrouve majoritairement employée selon le schéma phonétique suivant [kl] ; et cela est dû à la répétition du verbe éclipser qui est tronqué à la fin de l'extrait, avec cet apocope qui laisse l'imagination du lecteur libre de toute interprétation. C'est donc la consonne occlusive qui clôt le texte de manière paradoxale puisque sur le mode de l'inachevé, comme si l'écriture aussi ne résistait pas à la mort de Genet.

#### Repenser le vrai, le faux
Homophonies, paronomases sont autant de moyens pour penser le système axiologique de Genet ; en effet, proposer au lecteur de multiples lectures possibles des termes, en raison des ambiguïtés sonores, grammaticales et sémantiques, va  à l'encontre d'un sens arrêté, d'une idée d'une herméneutique dans laquelle une seule voie serait possible. Ce débordement de sens et de sons symbolise toute l'éthique de Genet, travaillée par l'imposture, le mensonge et le simulacre.Cet exemple illustre précisément le point développé dans cette sous-partie :

« Dès que Genet écrit, c'est la fin du feint. Le fin du peint. / Il fait du Genet. Il se costume en genet. Le fin du peint. »

— (p. 66)
La paronomase entre fin et peint brouille le rapport entre la finalité, ou le but, et sa représentation. "Fin" et "peint" semblent s'équivaloir et leurs sens deviennent inextricables, créant une confusion chez le lecteur entre les différentes hypothèses de lecture.  L’œuvre de Genet réussit donc, Cixous, à contenir conjointement et en tension réalité et fausseté, de manière indémêlable.

### Inventions lexicales
Le néologisme parcourt l’œuvre de Cixous, ici encore, le lecteur en trouvera quelques-uns disséminés çà et là dans Entretien de la Blessure. L'invention de telles formes lexicales met en avant l'énergie créatrice de la langue, et détourne le figement de certaines expressions langagières. L'enjeu est de produire d'autres mots que ceux quotidiennement employés qui ne suffisent pas à parler avec la puissance nécessaire du personnage Genet.
Le premier cas apparaît à la page 11 « Il y aura donc eu, sans qu'il le susse, la bénédiction du non-nom »(10) : le néologisme est formé par composition, l'adjonction par tiret de deux substantifs formant alors un unique mot. Ce mot créé met en scène la redondance homophonique du son [nɔ̃] ce qui se joue ici c'est la néantisation de tout patronyme et évoque la théorie de Lacan à propos de la « loi du père ».
- « Fée-con »  suivi de cette considération de Cixous « Encore un mot-nom dont il aurait pu faire son jeu »(11) Ce néologisme apparaît après une remarque sur le nom de Genet, et sur le fait qu'il n'y aurait pas eu plus fécond nom pour un écrivain en devenir. La réécriture de l'adjectif fécond se base sur les mêmes procédés que le néologisme précédent et souligne la présence du substantif « con » lequel est omniprésent dans l'ouvrage de Cixous les trois premières lettres étant soulignées dans « confession » (30) », jeu que l'on pourrait étendre à toute l’œuvre de Genet, en faisant référence à sa pièce  Le Balcon qui n'est rien de moins qu'un « bal aux cons » si l'on suit la logique de décomposition proposée par l'auteure d'Entretien.
- « il ne s'excuse pas, il s'incuse, s'exincuse » (p. 30) Genet n'est pas un adepte des confessions et c'est de ce dont il s'agit de montrer ici à travers ce parallélisme de construction. Deux néologismes apparaissent alors « incuse » qui invoque le terme « accuse » par paronomase et surtout le terme d' « exincuse » construit par adjonction sauvage. Ce « mot forgé »[14] contient deux mouvements antithétiques, la particule « ex » convoquant la sortie quand « in- » appelle l'idée d'entrée et d'intériorité. Genet est donc cet être double et paradoxal, s'accusant, s'excusant, et  se désavouant tout à la fois.
- « litièrrature »  (p. 42) le  mot-valise emprunté à la traduction française de Ulysse de Joyce est convoqué par Cixous qui voit en Genet un auteur de litièrature plus que de littérature
- « autoautrebiographie » (p. 85) « mot forgé »[14], il y a adjonction sauvage du substantif autre à l'intérieur du nom commun autobiographie, Cixous laissant ouvert le chemin de celui qui voudrait écrire sa propre biographie à la lumière d'un autre, ce qu'elle réalise déjà certainement en partie dans Entretien de la Blessure.